# Carlos Figueroa y Alonso-Martínez
Carlos de Figueroa y Alonso-Martínez, X marqués de San Damián (Madrid, 15 de diciembre de 1895-27 de marzo de 1971) fue un abogado y político español, diputado por Guadalajara en las Cortes de la Restauración.

## Biografía
Hijo de Álvaro de Figueroa y Torres Sotomayor, I conde de Romanones y de Casilda Alonso-Martínez y Martín. Hermano de los diputados Luis, Álvaro y Eduardo.
En agosto de 1923 fue proclamado diputado por el artículo 29, en una elección parcial convocada para sustituir a su padre, el conde de Romanones.